# The Essential Michael Jackson
The Essential Michael Jackson is een compilatiealbum van de Amerikaanse zanger Michael Jackson, uitgebracht in 2005. Het album bestaat uit twee CD-schijfjes, en bevat nummers van de jaren 60 tot 2001.

## Tracklist
De tracklist van het album:
Schijf 1:
- I Want You Back
- ABC
- The Love You Save
- Got To Be There
- Rockin' Robin
- Ben
- Blame It On The Boogie
- Shake Your Body (Down To The Ground)
- Don't Stop 'Til You Get Enough
- Rock With You
- Off The Wall
- She's Out Of My Life
- Can You Feel It
- The Girl Is Mine
- Billie Jean
- Beat It
- Wanna Be Startin' Somethin'
- Human Nature
- P.Y.T. (Pretty Young Thing)
- Thriller

Schijf 2:
- Bad
- I Just Can't Stop Loving You
- Leave Me Alone
- The Way You Make Me Feel
- Man In The Mirror
- Dirty Diana
- Another Part Of Me
- Smooth Criminal
- Black Or White
- Heal The World
- Remember The Time
- In The Closet
- Who Is It
- Will You Be There
- Dangerous
- You Are Not Alone
- You Rock My World